# Observatori astronòmic de Piera
L'observatori astronòmic de Piera és un observatori astronòmic situat a Piera, província de Barcelona, amb el codi d'observatori 165 de la Unió Astronòmica Internacional.
L'observatori participa al 3SSS Projecte Unicorn junt amb l'Observatori de l'Ametlla de Mar i l'Observatori de Costitx. Un dels seus primers descobriments va ser l'asteroide 1999 YZ₈ (per Joan Guarro), actualment 13868 Catalunya. El descobriment, el 1930, de Josep Comas Solà, gairebé 70 anys abans, l'asteroide 1930 SB, havia d'anomenar-se inicialment Catalunya, però la pressió política del règim franquista, aleshores en el poder, ho va fer impossible. Finalment, Solà el va batejar com (1188) Gothlandia, de l'antic nom franc de Catalunya, Gothland o Gotia.
El 3SSS Projecte Unicorn, finançat per l'OAM, consta de tres telescopis bessons tipus Schmidt de 40 cm de diàmetre a f / 2, equipats amb càmeres digitals Kaf 1602E, arribant a magnitud 19,5 en exposicions de tres minuts. Els telescopis són operats de forma autònoma per un programa informàtic de control específicament desenvolupat per al projecte.